# Panji
Panji (chiń. upr. 潘集区; chiń. trad. 潘集區; pinyin Pānjí Qū) – dzielnica miasta Huainan w prowincji Anhui we wschodnich Chińskiej Republice Ludowej. Liczba mieszkańców dzielnicy, w 2018 roku, wynosiła około 412000.